# Даниловское (Тульская область)
Даниловское — деревня в Венёвском районе Тульской области России.
В рамках административно-территориального устройства входит в Сетский сельский округ Венёвского района, в рамках организации местного самоуправления включается в Мордвесское сельское поселение.

## География
Деревня находится в северо-восточной части Тульской области, в зоне хвойно-широколиственных лесов, в пределах Среднерусской возвышенности, на берегах реки Питеринки, к востоку от автодороги М4, на расстоянии 33 километров (по прямой) к северу от города Венёва, административного центра района. Абсолютная высота — 207 метров над уровнем моря.

### Климат
Климат характеризуется как умеренно континентальный, с умеренно холодной зимой и тёплым летом. Среднегодовая многолетняя температура воздуха составляет +5 °С. Средняя температура воздуха самого холодного месяца (января) — −10 °C, средняя температура самого тёплого (июля) — +20 °С. Период с положительными температурами длится около 220—225 дней. Среднегодовое количество атмосферных осадков составляет 550—600 мм, из которых большая часть (около 70 %) выпадает в тёплый период. Среднегодовая скорость ветра составляет 5 м/с.

### Часовой пояс
Деревня Даниловское, как и вся Тульская область, находится в часовой зоне МСК (московское время). Смещение применяемого времени относительно UTC составляет +3:00.

## Население
| 2010 |
| ---- |
| 14   |

### Национальный состав
Согласно результатам переписи 2002 года, в национальной структуре населения русские составляли 91 % из 22 чел.